# Фареон

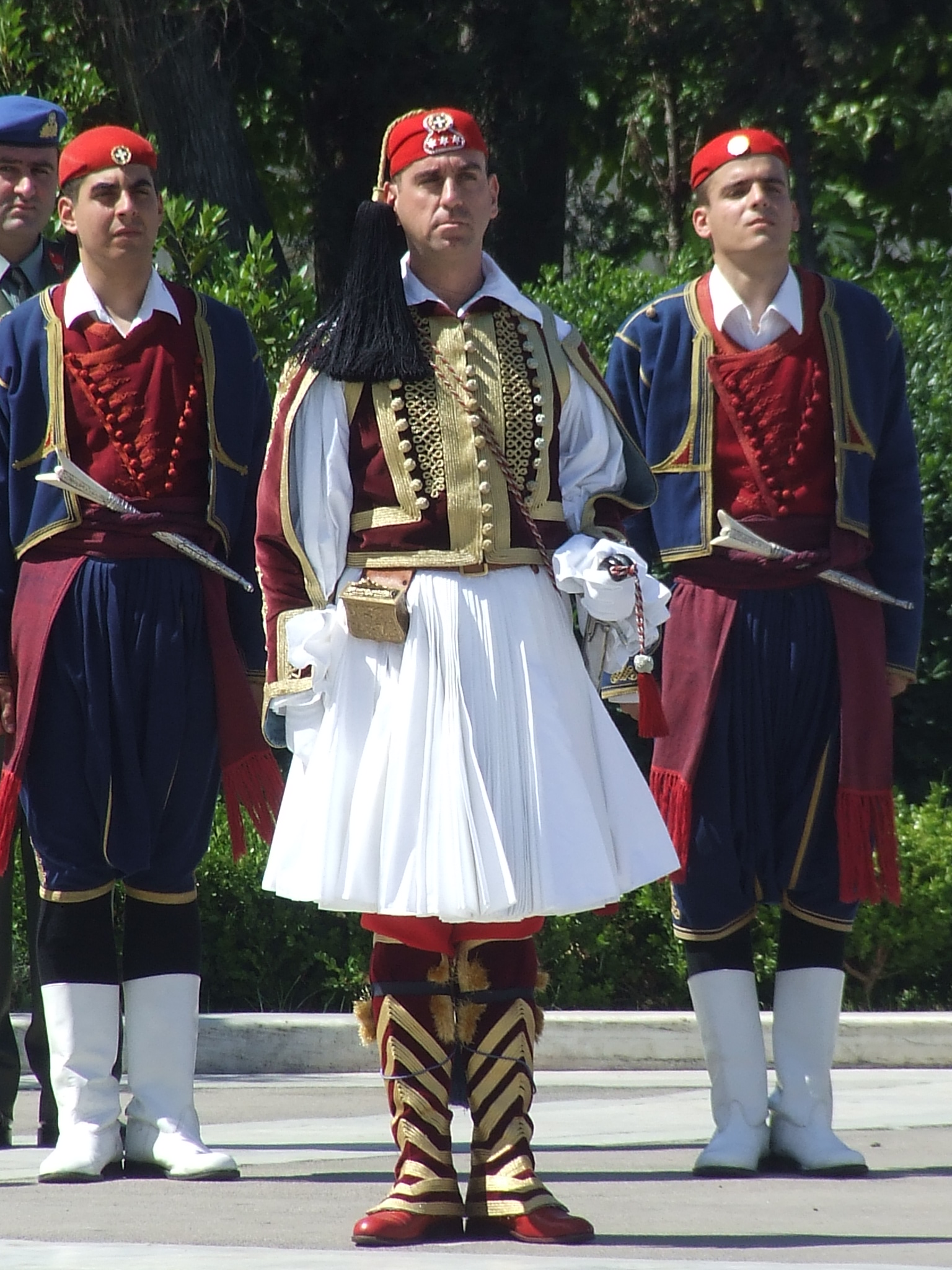
Офіцер (центр) та рядові евзони

Фареон, фаріон (грец. φάριο, дос. «ліхтар», «маяк») — яскраво-червона шапочка із довгою китицею, частина національного грецького костюму.
Нині фареон поряд із фустанеллою та царухами — елемент офіційної уніформи елітного підрозділу Збройних сил Греції — Президентської гвардії евзонів. Фареон евзона має емблему збройних сил Греції із гербом Греції. У рядових евзонів китиця на фареоні довша, ніж в офіцерів. На фареоні ж офіцерів окрім герба Греції зображено зірочки.
Фареон виготовляється з червоної повсті, китиця — завжди з чорного шовку. Ці кольори — червоний та чорний — символи сліз Христа на Розп'ятті, у грецькому костюмі нагадують про жертви грецького народу, покладені на вівтар здобутої незалежності від Османської імперії.
Грецький фареон має візантійське походження, турки іменували подібні на нього головні убори «ромейськими шапками». Його також часто порівнюють із турецькою фескою, що грецька сторона, за зрозумілими причинами, всіляко відкидає.